# Улица Ляпидевского (Одесса)
Улица Ляпидевского находится в курортном районе города Одессы, практически на берегу Чёрного моря (400 метров до моря), между 10-й и 11-й станциями Большого Фонтана.
Улица была названа в честь Анатолия Васильевича Ляпидевского (1908—1983) — полярного лётчика, первого Героя Советского Союза, участника спасения экспедиции на пароходе «Челюскин» в 1934 году.
В начале улицы находится лагерь отдыха «Дружба».
По этой улице разрешено одностороннее движение со стороны 11-й ст. Б. Фонтана до 10-й ст. Б. Фонтана. После реконструкции ширина проезжей части составляет 3 полосы, причем одну полосу занимают трамвайные пути, уложенные в специальные бетонные плиты для бесшумной езды.
Также на этой улице расположена конечная остановка 17-го маршрута трамвая.
По улице Ляпидевского проезжает маршрутное такси № 223 и № 185.